# منطقه وروتینسکی
منطقه وروتینسکی (روسی: Вороты́нский райо́н؛ به لاتین: Vorotynsky District) یک منطقهٔ مسکونی در روسیه است که در استان نیژنی نووگورود واقع شده‌است.